# Primitivo moderno

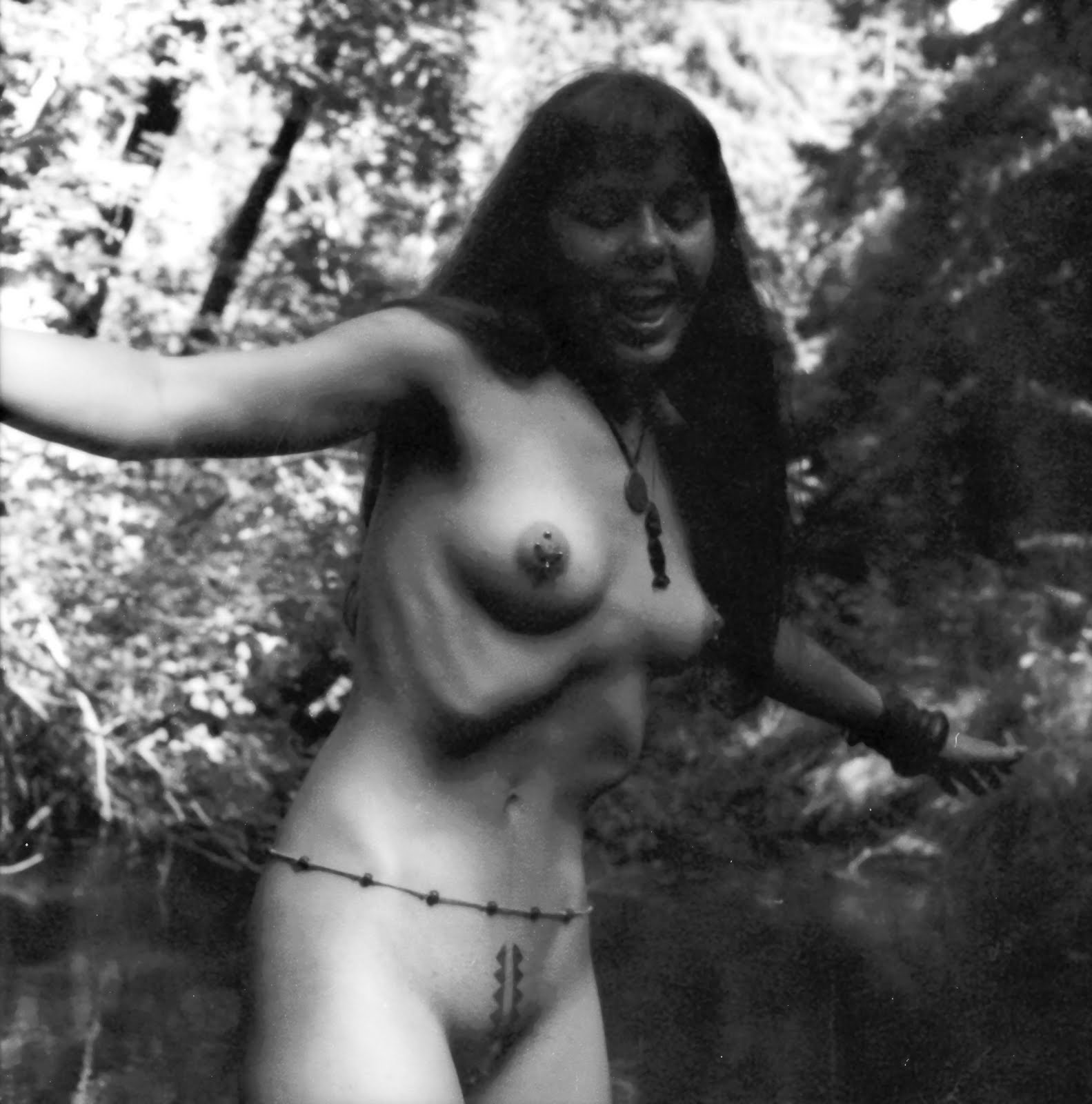
Fotografía de una mujer con alteraciones en el cuerpo, como parte del primitivismo moderno, en 1993 en California.

Primitivo moderno o primitivo urbano es un movimiento subcultural en los países desarrollados y se relaciona estrictamente con aquellas personas que deciden realizar modificaciones corporales como parte de su vida, también porque participan en los ritos de las culturas tribales tradicionales, pero adaptados con modernos conocimientos y procedimientos.  Estos incluyen, por ejemplo, los tatuajes, los pírsines, las suspensiones corporales, deformaciones o alteraciones en la cintura por el uso del corsé, escarificaciones, o bifurcaciones en la lengua, o cualquier otro tipo de alteración en el cuerpo. La motivación de los primitivos modernos a menudo surge de la orientación espiritual o sexual; a menudo solo por razones estéticas. 
El primitivismo moderno a veces es descrito como un proceso socioevolutivo de la antropología, que se desarrolló en las sociedades occidentales.
Algunos seguidores del movimiento también se dedican a realizar modificaciones extremas, que en ocasiones, tienden a crear controversia. Por ejemplo, el caso de Stalking Cat, de nombre Dennis Avner, quien se hizo una serie de modificaciones para asemejarse a un tigre. Otro caso es el de Erik Sprague, conocido en los medios como The Lizardman, por su parecido con un lagarto. Otros toman como referencia a Fakir Musafar, fundador y padre del movimiento primitivo moderno.

## Representantes del movimiento
Antes del resurgimiento del primitivismo moderno, la gente de la cultura occidental alteraba su cuerpo, en parte, para realizar presentaciones en festivales y circos. Tal es el caso de Horace Ridler, uno de los exponentes de la modificación corporal a comienzos de la década de los años 1890.
También se cita a Dennis Avner, quien fue uno de los artistas frikis más extravagantes por sus modificaciones extremas.  Además de las alteraciones tradicionales, Avner también se realizó implantes subdérmicos e intradérmicos, limado de dientes, el crecimiento y afilamiento de uñas, inyección de silicona en labios, mejillas, papada y otras partes de su rostro y una cola robótica.
También existen otros personajes que han ayudado a consolidar el movimiento, como el caso de Fakir Musafar, padre del primitivismo moderno.